# Mario Trevi - 19º volume
 Mario Trevi - 19° volume, pubblicato nel 1984 su 33 giri (BMLP 550) e Musicassetta (BMMC 550), è un album discografico del cantante Mario Trevi.

## Il disco
L'album è una raccolta di brani napoletani classici interpretati da Mario Trevi. Gli arrangiamenti sono del M° Tony Iglio.

## Tracce
1. 'O ritratto 'e nanninella (Scarfò-Vian)
2. Palazziello (Bonagura-Rendine)
3. Maruzzella (Nisa-Carosone)
4. Lusingame (Taranto-Festa)
5. Ammore busciardo (Di Gianni-Barile)
6. Fra Napoli e Milano (Sessa-Rendine)
7. Malafemmena (De Curtis)
8. 'A stiratrice (Langella-De Angelis)
9. 'Ncatenato d' 'o mare (Amato-Buonafede)
10. Doje stelle so cadute (Mangieri)